# Halifax (North Carolina)
 For alternative betydninger, se Halifax. (Se også artikler, som begynder med Halifax)
Halifax er en amerikansk by og administrativt centrum for det amerikanske county Halifax County, i staten North Carolina. I 2000 havde byen et indbyggertal på 344.
36°19′42″N 77°35′27″V / 36.32833°N 77.59083°V